# 시리아 반군
시리아 반군(영어: Syrian Opposition)은 시리아에서 아사드 가문의 통치에 반대하는 세력을 통칭하는 용어이다. 시리아 내전 이전부터 아랍어로 "Opposition"(아랍어: المعارضة)은 민주적 변화를 위한 국민협동위원회와 같은 시리아 정권에 반대하거나 이탈하는 정치인 또는 정치세력/정당을 가리키는 용어였다.
2011년 시리아 민중봉기 당시 조직된 반군에는 지역 위원회들이 있었고 이들은 동시다발적인 시위를 사전에 조직해서 꾸리는 시위로 발전시키는데 기여했다. 시리아 민중봉기 초기인 2011년 3월부터 2011년 8월까지 시리아 반정부 세력은 비폭력 시위를 전개했다. 그렇기 때문에 이 기간 동안 시리아에서 정치 상황은 "내전"이 아니었다. 그러나 2012년부터 시리아 정부가 반정부 세력을 강경하게 탄압하는 것에 대해 반발한 군부가 시리아 반정부 세력에 가담하면서 상황이 변화하였다. 이 사태 이후 시리아 민중봉기는 "내전"으로 규정할 수 있게 되었다. 2011년 말 시리아 반군 세력들은 시리아 국민평의회를 조직하여 세력을 하나로 모았다. 시리아 국민평의회는 17개의 유엔 회원국과 3개의 유엔 안보리 상임이사국의 승인을 받았다. 조금 더 넓은 세력권을 지닌 시리아 국민연합이 2012년 11월 탄생했고, 이 단체는 걸프 협력 회의와 아랍 연맹의 지지를 받았다.
2012년부터 2014년까지 시리아 반군은 시리아에 상당한 영토를 보유하고 있었으나, 2014년 중순 ISIL의 등장과 이들의 빠른 세력 확장으로 보유한 영토 상당수를 잃었다. 이와 더불어 이란, 러시아, 헤즈볼라의 지원을 받은 시리아 정부가 2017년부터 반격작전을 수행해 잃어버린 영토 상당수를 되찾으면서 시리아 반군의 영토는 크게 축소되었다. 그러나 2024년 공세가 큰 성공을 거두며 끝내 아사드 정권을 무너뜨렸다.

## 같이 보기
- 시리아 내전의 교전 세력